# Devalmakki, Karwar
Devalmakki là một làng thuộc tehsil Karwar, huyện Uttara Kannada, bang Karnataka, Ấn Độ.